# Theron Cooper
Theron Cooper, född 18 januari 1974, är en friidrottare från Bahamas. Han deltog vid olympiska sommarspelen 1996.